# باري مارتين
باري مارتين (بالإنجليزية: Barry Martyn)‏ هو عازف جاز بريطاني، ولد في 23 فبراير 1941 في لندن في المملكة المتحدة.

## وصلات خارجية
- باري مارتين على موقع ميوزك برينز (الإنجليزية)
- باري مارتين على موقع ديسكوغز (الإنجليزية)